# Uranotaenia hirsutifemora
Uranotaenia hirsutifemora är en tvåvingeart som beskrevs av Peters 1964. Uranotaenia hirsutifemora ingår i släktet Uranotaenia och familjen stickmyggor. Inga underarter finns listade i Catalogue of Life.